# Stefan Huber (Pokerspieler)
Stefan Huber (* 1986) ist ein professioneller Schweizer Pokerspieler.

## Persönliches
Huber stammt aus und lebt in Zürich. Er ist Teil des an den Prinzipien des Effektiven Altruismus orientierten Charity-Projekts Raising for Effective Giving und spendet regelmässig Teile seiner Turniergewinne an die Bewegung.

## Pokerkarriere
Huber spielte von Februar 2007 bis Juni 2019 online unter den Nicknames I'am_Sound (PokerStars), Echomaus (partypoker), YrrsiN (Full Tilt Poker und partypoker) sowie IFkYourmind (TitanPoker). Seine Turniergewinne bei PokerStars liegen bei über 3 Millionen US-Dollar, zudem hat er mehr als eine Million US-Dollar an Cashes bei Full Tilt aufzuweisen. Sein bisher höchstes Online-Turnierpreisgeld sicherte sich Huber Mitte Mai 2015 mit dem zweiten Platz bei einem Event der Spring Championship of Online Poker auf PokerStars, der mit mehr als 250'000 US-Dollar bezahlt wurde.
Seine ersten Geldplatzierungen bei Live-Turnieren erzielte Huber Ende Februar 2009 bei den Bregenz Open. Dort gewann er u. a. ein Turnier mit einer Siegprämie von knapp 40'000 Euro. Im Januar 2010 entschied er ein Side-Event des PokerStars Caribbean Adventures (PCA) auf den Bahamas für sich und erhielt ein Preisgeld von rund 300'000 US-Dollar. Ende Juni 2010 war Huber erstmals bei der World Series of Poker (WSOP) im Rio All-Suite Hotel and Casino am Las Vegas Strip erfolgreich und kam bei einem Turnier der Variante No Limit Hold’em in die Geldränge. Bei der WSOP 2011 belegte er im Main Event als bester Schweizer den 51. Platz von 6865 Spielern für mehr als 160'000 US-Dollar Preisgeld. Mitte Januar 2012 wurde Huber bei einem PCA High Roller Dritter und erhielt nach einem Deal mit Shawn Buchanan und Andrew Chen knapp 200'000 US-Dollar. Ende März 2012 gewann Huber ein Turnier im Rahmen der European Poker Tour in Sanremo für knapp 100'000 Euro. Im Juli 2015 belegte er beim Main Event der Poker-Europameisterschaft in Velden am Wörther See den dritten Platz und sicherte sich damit rund 75'000 Euro. Anfang Februar 2018 erreichte Huber beim Main Event der Aussie Millions Poker Championship in Melbourne den Finaltisch. Bei noch drei verbliebenen Teilnehmern handelte er mit den weiteren Spielern Espen Solaas und Toby Lewis einen Deal aus, der Huber über 900'000 Australische Dollar sicherte, zu diesem Zeitpunkt umgerechnet rund 735'000 US-Dollar. Anschliessend belegte er den zweiten Platz. Seitdem blieben größere Turniererfolge aus.
Insgesamt hat sich Huber mit Poker bei Live-Turnieren mindestens 2,5 Millionen US-Dollar erspielt.